# Искусство кино
Это статья о научном журнале, статья о роде искусства называется Киноискусство.
«Иску́сство кино́» — советский и российский журнал, посвящённый искусству кинематографа, публикующий также аналитические материалы по другим видам искусства. Начал издаваться в январе 1931 года под названием «Пролетарское кино» как орган Ассоциации работников революционной кинематографии, в 1933 году был переименован в «Советское кино», с 1936 года выходит под современным названием. В годы Великой Отечественной войны журнал не издавался (июль 1941 — октябрь 1945), до 1948 года выходил нерегулярно, в 1948—1951 годах — раз в два месяца, с 1952-го — ежемесячно, с 2018-го – шесть раз в год. С 2023 года не публикуется в бумаге и существует только как интернет-издание. «Искусство кино» — одно из старейших в мире периодических киноизданий, уступает лишь японскому «Кинэма Дзюмпо», выходящему с 1919 года.

## История

### Сталинская эпоха

Обложка журнала «Пролетарское кино» № 4 за 1931 г.

Издание возникло в январе 1931 года в результате объединения журналов «Кино и жизнь» и «Кино и культура» под одной обложкой. Новый ежемесячник получил название «Пролетарское кино» и был рассчитан на профессионалов-кинематографистов, на членов «Общества друзей советского кино» и на «широкий актив рабоче-крестьянского кинозрителя». В 1933—1935 годах он выходил под названием «Советское кино». С января 1936 года — «Искусство кино». Киновед Олег Ковалов связывает эти переименования с идеологическими причинами: отсылки к пролетариату стали неуместны после упразднения Российской ассоциации пролетарских писателей, а авангардизм советского кино плохо уживался со взятым курсом на борьбу с формализмом. Несмотря на усиление идеологического давления, в довоенные годы на страницах журнала появились работы ведущих теоретиков и практиков кино того времени — «Монтаж» и «О строении вещей» Сергея Эйзенштейна, «Реализм, натурализм и система Станиславского» Всеволода Пудовкина, «Фольклор, история, кинематограф» Виктора Шкловского, «К проблеме киностиля» Белы Балажа, а также статьи Александра Довженко, Григория Козинцева, Жоржа Садуля.
С июля 1941 по октябрь 1945 года журнал не издавался. До 1948 года выходил нерегулярно, в 1948—1951 годах — один раз в два месяца, в остальное время — ежемесячно. 
В сентябре 1946 года постановление Оргбюро ЦК ВКП(б) о кинофильме «Большая жизнь» (2-я серия) ознаменовало ужесточение культурной политики в области кинематографа. Вторая серия «Ивана Грозного» Эйзенштейна, «Адмирал Нахимов» Пудовкина и «Простые люди» Григория Козинцева и Леонида Трауберга были охарактеризованы в документе как «неудачные и ошибочные» фильмы. За публикацию кадров из «негодных» фильмов на обложках журнала Иван Пырьев был смещён с поста ответственного редактора журнала. Назначенный ответственным редактором киновед Николай Лебедев был снят с должности в ходе кампании по борьбе с космополитизмом. При новом руководстве журнал активно клеймил «безродных космополитов» и кино капиталистического мира, публиковал идеологически выдержанные материалы, восхваляющие Иосифа Сталина и посвящённые ему фильмы.

### Оттепель
Существенные перемены в жизни издания произошли после XX съезда КПСС и начала хрущёвской «оттепели». В 1956 году редакцию «Искусства кино» возглавила киновед Людмила Погожева, сменившая Виталия Ждана. Через год журнал стал выпускаться в новом дизайне. Его обложки оформлял известный художник-график Соломон Телингатер. Изменения коснулись и содержания журнала. Вместо традиционной передовицы первый номер обновлённого издания открывал «круглый стол», на котором Сергей Юткевич призвал авторов «говорить о самом главном — об искусстве кино». Последовавшая затем публикация Виктора Некрасова, в которой писатель высказался в поддержку фильма «Два Фёдора» Марлена Хуциева, противопоставив его «официозной» «Поэме о море» Юлии Солнцевой, стала своеобразным «программным манифестом» журнала. Издание приветствовало приход в кинематограф нового поколения режиссёров, позднее названных «шестидесятниками», и не оставило без внимания ни одно из значительных произведений «оттепельного» кино.
В 1960-е годы вокруг журнала объединились ведущие молодые искусствоведы страны, сформировавшие своего рода «национальный штаб кинокритики». В числе постоянных авторов «Искусства кино» были Лев Аннинский, Нея Зоркая, Эмиль Кардин, Станислав Рассадин, Александр Свободин, Инна Соловьёва, Майя Туровская, Юрий Ханютин, Вера Шитова. Кинокритик Юрий Богомолов вспоминал:

Все они были не только нашими желанными авторами, но и просто друзьями журнала. При Погожевой журнал, надо признать, стал клубом творческой интеллигенции. После «Нового мира» он считался вторым по значимости «гнездом либерального разврата», как выразился тогда один из ответственных партийных функционеров.
Благодаря «Искусству кино» советские зрители узнавали и о важных новинках западного кинематографа, которые невозможно было увидеть в СССР. Оставаясь верным своим традициям, ежемесячник продолжил печатать обстоятельные материалы по теории киноискусства. Наиболее ценными публикациями такого рода стали эссе Сергея Параджанова «Вечное движение», статья Андрея Тарковского «Запечатлённое время», беседа Сергея Урусевского «О форме». Из переводных материалов существенным прорывом была публикация большой статьи годаровского оператора Рауля Кутара и «киноновеллы» «Гнев» основоположника театра абсурда Эжена Ионеско. В октябре 1968 года в журнале «Огонёк» вышла статья «Позиция… но какая?» Владимира Разумного, который подверг разгромной критике журнал «Искусство кино» и его главного редактора. Вскоре после этого Погожева была уволена.

### Застой
Пятый номер «Искусства кино» за 1969 год вышел с именем нового главного редактора на титуле — Евгения Суркова. По словам Неи Зоркой, режиссёр Григорий Козинцев предсказал тогда журналу близкую смерть: «Это конец… Конец! Был лучший журнал. Был свой дом. Теперь все кончено. Туда пришел правдист…» Однако Козинцев продолжал активно печататься в журнале и при Суркове: в 1971 году была закончена начатая при Погожевой публикация «Глубокого экрана», затем там вышли, глава за главой, «Пространство трагедии» и уже посмертно — «Рабочие тетради» и «Гоголиада». Сурков опубликовал также «Четыре четверти» Евгения Габриловича, новеллу «Белый день» (предтечу «Зеркала») и сценарий «Гофманиана» Андрея Тарковского, «Книгу стихов» Юрия Левитанского и многие другие резонансные материалы. Платой за эти публикации стали официозные статьи под рубриками «К 100-летию со дня рождения В. И. Ленина», «Готовясь к XXIV съезду КПСС», «В партийном строю», «В Центральном Комитете КПСС», «Навстречу XXV съезду КПСС», «По пути, указанному XXV съездом КПСС», «Пятидесятилетие СССР и советская многонациональная кинематография», «Детище союза народов-братьев», «Партия ведет нас ленинским курсом» и т. д. Критик Валерий Кичин вспоминал о Суркове:

Все прекрасно знали, под каким двойным прессом жил этот человек. Блестящий ум, завораживающий оратор, энциклопедически образованный, Сурков понимал, что продает душу дьяволу, и это его бесило, делало неадекватным и непредсказуемым. Он должен был находить умные слова, транслируя нам изреченные партбоссами глупости. Злился на них и на себя и от этой злости становился сущим иезуитом, превращал жизнь в пытку — очень часто для окружающих и всегда — для самого себя. (…) Но редактором Сурков был от бога. Ощущал издание не сборником разнородных материалов, а единым целым. Оркестром, где голос каждого инструмента был частью общей гармонии.
Сурков привлёк в журнал молодых авторов: здесь начинали печататься Олег Ковалов, Сергей Кудрявцев, Сергей Лаврентьев, Андрей Плахов, Сергей Тримбач, Михаил Ямпольский и многие другие. 
В 1978 году тираж журнала составил около 56 тысяч экземпляров.

### Перестройка
Перестройка стала для журнала, по словам киноведа Олега Ковалова, настоящим «прорывом». Уже в 1986 году в нём перестало существовать такое понятие, как «запретная тема». Важным художественным ориентиром оказался фильм «Покаяние» Тенгиза Абуладзе. Его легализация позволила говорить о недавнем советском прошлом без умолчаний и эвфемизмов. Стало возможным не только упоминать, но и анализировать ранее запрещенные фильмы, критиковать режиссёров без оглядки на прошлые заслуги, воздавать почести Тарковскому и обращаться к его наследию. В журнале появились статьи молодых теоретиков, историков кино и кинокритиков Сергея Добротворского, Виктора Матизена, Татьяны Москвиной, Александра Тимофеевского, Вячеслава Шмырова. Структуралистские исследования и исторические исследования стали соседствовать с художественной игрой. Под руководством нового главного редактора Константина Щербакова журнал, как и все печатные издания тех лет, боролся за читателя, публикуя «полочные» статьи, сценарии, прозу. Постепенно происходило размывание тематических рамок — все дальше от собственно кинематографа — к политике, к культурологии.

### Постсоветская эпоха
В 1993—2017 годах редакцию «Искусства кино» возглавлял критик и социолог Даниил Дондурей. Он ввёл в практику журнала выпуск специальных тематических номеров, посвящённых актуальным историческим, социальным и культурологическим проблемам («Фашизм и война», «Новые русские», «В поисках среднего класса» и др.), и сместил приоритеты ежемесячника с критических статей на аналитические материалы. Журнал продолжал выходить ежемесячно, уделяя также значительное внимание телевидению, Интернету и современному искусству. Другим важным направлением стала поддержка русской кинодраматургии. Ежегодно на страницах журнала появлялись шестнадцать новых киносценариев. «Искусство кино» также проводило конкурсы среди сценаристов. В 2009—2010 годах после пятидесятилетней истории на улице Усиевича редакция журнала пережила два переезда.
После смерти Дондурея в 2017 году главным редактором журнала стал журналист и кинокритик Антон Долин. В июле 2017 года журнал запустил краудфандинговую кампанию на сайте Planeta.ru, в которой Долин просил читателей поддержать журнал. В первые же несколько часов организаторам удалось собрать более миллиона рублей. За два месяца кампании читатели пожертвовали на возрождение журнала более 3,5 миллионов рублей, что стало рекордом краудфандинга для российских печатных СМИ на тот момент (в 2019 году рекорд побил журнал «Мир фантастики»). С 2018 года журнал выходил шесть раз в год.
В 2020 году Фонд кино отказал в спонсорской поддержке «Искусства кино». В 2021 году Антон Долин заявил, что инициатором решения был Константин Эрнст, а поводом — критический отзыв Долина о фильме «Союз спасения» в другом издании. И. о. главы Фонда кино Фёдор Соснов на это ответил, что журналу, наряду с другими печатными изданиями, было отказано в поддержке «из-за низкого качества поданных заявок». В ноябре 2021 года редакция снова прибегла к краудфандингу. В сопроводительном письме редактор издания сообщил, что журнал «отчаянно нуждается в деньгах», «мы в тяжёлом кризисе и не сможем долго продержаться». По итогам кампании было собрано более 5 млн рублей.
В 2022 году после вторжения России на территорию Украины Долин был объявлен «иностранным агентом» и уехал из страны, исполняющим обязанности главного редактора был назначен Станислав Дединский. Он объявил, что в 2023 году журнал перестанет выходить. № 1/2 за 2023 год стал последним номером, выпущенным на бумаге, а «Искусство кино» продолжило существовать как интернет-издание. 
В мае 2023 года главным редактором «Искусства кино» назначен Никита Карцев. В 2024 году партнёром журнала стала Red Carpet Studio, которая, по словам её гендиректора, решила поддержать возобновление выпуска журнала на бумаге.

### Подчинение
В разные периоды своего существования подчинялся Ассоциации работников революционной кинематографии, Главному управлению кинопромышленности Всесоюзного комитета по делам искусств при СНК СССР, Всесоюзному комитету по делам искусств при СНК СССР, Комитету по кинематографии при СНК СССР, Министерству кинематографии СССР, Министерству кинематографии СССР и Союзу советских писателей СССР, Министерству культуры СССР и Союзу писателей СССР, Министерству культуры СССР и Оргбюро Союза работников кинематографии СССР, Государственному комитету по кинематографии при СМ СССР и Союзу работников кинематографии СССР, Комитету по кинематографии при СМ СССР и Союзу кинематографистов СССР, Государственному комитету СМ СССР по кинематографии и Союзу кинематографистов СССР и др.

## Сайт журнала
В 2003 году был создан сайт «Искусства кино» kinoart.ru, на котором публиковались статьи из журнала, а также новости кинофестивалей. В 2010 году шеф-редактором стал Евгений Майзель. При нём сайт получил обновлённый дизайн и в разделе «Блоги» начал также публиковать оригинальные статьи. После того как в 2018 году сайт вновь прошёл радикальную смену дизайна и стал проводить новую контентную политику, прежний сайт переехал на адрес old.kinoart.ru.
В декабре 2018 года на собранные в результате краудфандинга средства был произведён очередной редизайн и перезапуск сайта, редакторами которого стали Егор Беликов, Ольга Касьянова и Алексей Филиппов. В 2020 году шеф-редактором была назначена Зинаида Пронченко. С июня 2022 года редактор сайта — киножурналистка Ксения Ильина. 
На сайте публикуются в основном обзоры фильмов, в первую очередь малоизвестных, фестивальных, артхауса, а также заметки о киноискусстве. До 2022 года также публиковались новости кино. С 2024 года вместо новостей сайт публикует еженедельные дайджесты со ссылками и цитатами из материалов зарубежных изданий.

## Главные редакторы
- Владимир Сутырин (1931—1933)[31][32]
- Константин Юков (1934—1937)[33][34]
- Николай Семёнов (1937)[35]
- Арон Митлин (1938—1941)
- Иван Пырьев (1945—1946)
- Николай Семёнов (1947)[36]
- Николай Лебедев (1947—1948)
- Дмитрий Ерёмин (1949—1951)
- Виталий Ждан (1951—1956)
- Людмила Погожева (1956—1969)
- Евгений Сурков (1969—1982)
- Армен Медведев (1982—1984)
- Юрий Черепанов (1984—1986)
- Константин Щербаков (1987—1992)
- Даниил Дондурей (1993—2017)
- Антон Долин (2017—2022)
- Станислав Дединский (2022)
- Никита Карцев (2023—н.в.)

## Награды
- Орден Трудового Красного Знамени (1981)[37]